# Rough and Tough and Dangerous – The Singles 1994-1998
Rough And Tough And Dangerous indeholder de singler som Scooter har udgivet i årene 1994 til 1998. Opsamlingsalbummet er en dobbeltcd og indeholder i alt 29 numre.

## Spor

### CD 1
1. Hyper Hyper (3:35)
2. Move Your Ass (3:59)
3. Friends (4:41)
4. Endless Summer (5:13)
5. Back In The U.K. (3:24)
6. Let Me Be Your Valentine (3:49)
7. Rebel Yell (3:41)
8. I'm Raving (3:38)
9. Break It Up (3:39)
10. Fire (3:32)
11. The Age Of Love (3:52)
12. No Fate (3:43)
13. Fire (Live) (5:04)
14. Rebel Yell (Live) (5:11)
15. Break It Up (Live) (3:18)
16. The Age Of Love (Live) (5:18)

### CD 2
1. Vallée De Larmes (Re-Incarnation by the Loop! Version) (4:37)
2. Rhapsody In E (6:09)
3. Move Your Ass! (Ultra-Sonic Remix) (7:15)
4. Friends (Ramon Zenker Club Mix) (5:33)
5. Across The Sky (5:47)
6. Endless Summer (Datura Remix) (4:54)
7. Back In Time (7:05)
8. 08. Unity Without Words Part II (5:28)
9. Euphoria (3:59)
10. Let Me Be Your Valentine (Commander Tom Remix) (8:04)
11. B-Site (5:37)
12. I'm Raving (Taucher Remix) (8:09)
13. Fire (D.O.N.S. Burn Rubber Remix) (6:29)

## Chart positioner
| "Rough and Tough and Dangerous – The Singles 1994-1998" | 42 | Guld | 2 | 12 | 47 | 77 |